# A Entrevista (filme brasileiro)
A Entrevista é um filme de curta metragem brasileiro produzido em 1964 e publicado em 1966, dirigido por Helena Solberg. O curta-metragem de 19 minutos é o resultado de entrevistas realizadas com várias mulheres entre 19 e 27 anos de idade que são da classe média alta. As entrevistadas falam sobre casamento, sexo, virgindade, fidelidade, felicidade, trabalho e os papéis sociais que são atribuídos ou impostos às mulheres. Por trás destas entrevistas emerge um perfil convencional da mulher brasileira idealizado por questões relacionadas à opressão feminina e à repressão militar vivenciada no país.